# Mount Hawke
Mount Hawke est un village des Cornouailles, en Angleterre. Le village fait partie de la paroisse civile de St Agnes.